# Isaac Puente
Isaac Puente Amestoy (3 de junho de 1896, Abanto y Ciérvana, in Biscaia—1936) foi um médico basco e um anarquista espanhol, ativista da Confederação Nacional do Trabalho (CNT). Como médico e libertário, ele era um grande defensor do naturismo, ensino popular de métodos de higiene e contracepção, defendeu o direito das mulheres de decidir sobre seus próprios corpos e escreveu inúmeros escritos sobre sexualidade e saúde.
Seu panfleto mais conhecido e influente foi El comunismo libertario ("O comunismo libertário"), publicado em 1932.
Puente foi assassinado pelas forças franquistas durante  a Guerra Civil Espanhola